# Segelfluggelände Lindlar

i7
i11
i13
Das Segelfluggelände Lindlar ist ein im Bergischen Land südlich von Lindlar auf dem Holzer Kopf gelegenes Segelfluggelände. Es wird seit 1965 vom Luftsportverein Bergische Rhön, Lindlar e. V. (LSV Lindlar) betrieben.

## Flugbetrieb
Das Segelfluggelände ist für Segelflugzeuge, Drachen, Gleitschirme und Freiballone zugelassen. Die einzige Startart für Segelflugzeuge ist der Windenstart. Das Segelfluggelände verfügt über eine Schleppstrecke von 900 m Länge, von welcher jedoch nur die Endstücke fliegerisch nutzbar sind. Platzfremde Luftfahrzeuge benötigen eine vorherige Genehmigung des Platzhalters, um in Lindlar starten und landen zu dürfen (PPR).
Der LSV Lindlar besitzt nördlich der Start- und Landebahn ein Clubheim, einen Hangar und eine Werkstatt.

## Geschichte
Segelflugvereine existieren in der Region bereits seit 1932. Nach der Aufhebung des Flugverbotes durch die Alliierten nach dem Zweiten Weltkrieg wurde der Flugplatz im Mai 1957 an der heutigen Stelle in Betrieb genommen. 1965 fusionieren zwei Vereine, von denen der eine zuvor vom Flugplatz Bonn-Hangelar nach Lindlar umgezogen ist, zum LSV Lindlar. In den darauf folgenden Jahren entstehen schließlich Clubheim und Werkstatt.